# Ɍ
Ɍ (minuskule ɍ) je speciální znak latinky. Nazývá se přeškrtnuté R nebo R s šikmou čárkou. Vyskytuje se pouze v africkém jazyce kanurijština, kde se čte jako retroflexní verberanta (IPA ɽ).
V Unicode mají písmena Ɍ a ɍ tyto kódy:
-Ɍ U+024C
-ɍ U+024D